# 오바야시촌 (히로시마현)
오바야시촌(大林村)은 히로시마현 아사군에 설치되었던 촌이다. 현재의 히로시마시에 해당한다.